# پروپرانولول
پروپرانولول (به انگلیسی: propranolol) که با نام‌های تجاری ایندرال (غیرایرانی) و پرانول (برند معمول ایرانی، ساخت شرکت تولیددارو) به فروش می‌رسد، دارویی از دسته بتابلاکرهای غیرانتخابی است که عمدتاً برای درمان فشارخون بالا و ضربان قلب بالا (تاکی کاردیا)، نامنظمی تپش قلب (آریتمی قلبی) و اختلالات اضطرابی مورد استفاده قرار می‌گیرد. پروپرانول برای بیماری‌های گوناگون دیگری چون فشار خون بالا (در دوزهای بیش از ۴۰ میلی‌گرم)، تسکین درد قلبی، اضطراب، هیستری، پیشگیری از سردردهای میگرنی، درمان بی‌نظمی تپش قلب و گلوکوم چشم و در سم زدایی سریع اپیوئیدهاتجویز می‌شود. این دارو معمولاً برای درمان اختلال اضطراب، ترس از صحنه و درکل اضطراب اجتماعی و اختلال پانیک نیز تجویز می‌شود. با اتصال به گیرنده‌های بتا آدرنرژیک و برخی از گیرنده‌های آلفا آدرنرژیک عمدتاً در قلب تأثیرات فیزیکی و روانی آدرنالین و نورآدرنالین را کاهش می‌دهد. این دارو هم‌چنین برای جلوگیری از حمله قلبی در افرادی که یک بار دچار حمله قلبی شده‌اند، کاربرد دارد. با مسدود کردن این تکانه‌ها، به قلب کمک می‌کند تا منظم‌تر و مؤثرتر بتپد و در نتیجه بار کاری قلب کاهش می‌یابد.
پروپرانولول به کاهش لرزش در مبتلایان به پارکینسون کمک می‌کند و برای رفع لرزش ناشی از مصرف داروهای اعصاب، سودمند است، سردرد را تسکین می‌دهد و در «سردردهای میگرنی، درمانی پایه‌ای به‌شمار می‌آید.» به‌علاوه به‌طور خفیف، روی فشار خون اثرات کاهندگی دارد که البته واقعاً وابسته به دوز است. در یک آزمایش توسط گروهی از پزشکان متخصص هماتولوژی (خون‌شناسی) و قلب و عروق(۴ نفر)، متخصصان علوم آزمایشگاهی(۱۱ نفر)، پرستاران متخصص قلب و تنفس(۱۵ نفر) و جمعی از بهیاران جهت کمک‌های کلی ساده(۲۴ نفر) به ۲۲۵ نفر از بیماران مبتلاء به سرطان خون به صورت مخفی و نگفته شده که البته با تپش قلب شدید نیز اغلب اوقات دست و پنجه نرم می‌کردند، احتمال فوت ۵ ساله (یا همان امید به بقای ۵ ساله و بیشتر) در این بیماران که به‌طور میانگین چنین بود، روزانه ۵۰ میلی‌گرم از پرانول به صورت هر روز نوعی متفاوت با الگوی سه‌گانه قرص، شربت، تزریق وریدی طی مدت ۶ ماه مصرف گردید. نتایج شگفت‌انگیزی حاصل شد، از میان ۲۲۵ بیمار سرطانی متأسفانه ۱۲ نفر که البته دارای سرطان‌های بدخیم بودند، فوت کردند. این در حالی بود که در نوبت قبل از میان ۲۲۵ بیمار دیگر بستری شده در عرض شش ماه ۸۸ نفر فوت کرده بودند!! پزشکان حدس زدند شاید پرانول اثرات ضد سرطانی دارد. پرانول در آن بیماران به خوبی تحمل می‌شد و نیز سبب رفع تاکی کاردی آنها گردیده بود. همچنین درد و مشکلات جسمی مصرف‌کنندگان پرانول طبق گفته خود آنها و ارزیابی کلی توسط کادر درمان به‌طور میانگین ۶۰ درصد کمتر شده بود! در آخر متخصصان نیت کردند به مدت شش ماه دیگر به همان بیماران دوباره داروی پروپرانولول این‌بار با دوز ۸۰ میلی‌گرمی داده شود تا شاید حتی نتایج بهتری حاصل شود. پس از شش ماه پزشکان حیرت‌زده شدند، بیشتر آنها نمی‌دانستند چه مکانیسمی سبب نابودی سلول‌های سرطانی به میزان بسیار زیاد شده بود. از ۲۲۵ نفر بیمار سرطانی که دوباره تحت آزمایش بودند فقط ۲ نفر جان خود را از دست داده بودند! و ۱۸۶ نفر طبق آزمایش CBC بهبودی کامل را تجربه کردند. همچنین مشکلات قلبی و عروقی عده ای از آنها نیز رفع شده بود. این مجموعه آزمایش حیرت‌انگیز در نشریه علمی علوم پزشکی و درمانی تخصصی آمریکایی Johns Hopkins University School of Medicine و چند نشریه دیگر منتشر شد. امروزه در سرتاسر جهان به بیماران سرطانی روزانه بین ۲۰ تا ۱۲۰ میلی‌گرم پروپرانولول داده می‌شود. که هنوز تأثیر بسزایی بر روند درمان بیماران سرطانی دارد. آن آزمایش در سال ۱۹۹۲ میلادی در بیمارستان مخصوص بیماران سرطانی کینگ رویال ممورینگ آمریکا انجام شده بود که هر ساله بعنوان برترین مجموعه درمان سرطان در جهان رتبه‌بندی می‌شود. پس از گذشت چندین سال، پزشکان فوق تخصص اُنکولوژی یعنی سرطان‌شناسی، متوجه شدند که بیماران دارای سرطان کلیه، پروستات، ریه، برونش، نای و نایژه، تیروئید، چشم، خون و مغز استخوان خیلی بیشتر به پروپرانولول پاسخ می‌دهند. اما افرادی که فاقد سرطان‌های اندام‌هایی که گیرنده‌های آلفا و بتا دارند هستند، مانند: سرطان روده کوچک و بزرگ، معده، بیشتر نواحی پوست، رحم و تخمدان، بیضه و دهان و حنجره کمتر و دیرتر و یحتمل اصلاً پاسخ نمی‌دهند؛ مثلاً در سرطان بیضه فردی شاید ۸۰ گیرنده آدرنرژیک باشد یا در سرطان تخمدان کمتر از ۱۰ گیرنده اما در سرطان خون (در واقع در خود خون) ثابت شده است که میلیون‌ها گیرنده یافت می‌شود!وقتی به مجموعه کارکردهای این قرص نگاه می‌شود، مشخص است که یک داروی چندکاره بسیار خوب است. همچنین، این دارو برای درمان سیروز کبدی و پرفشاری ورید باب نیز کاربرد دارد. این دارو با تکانه‌های متوسط تا شدید ورید باب و گشاد کردن و پاک سازی نه تنها رگ‌های بزرگ کبد و پانکراس بلکه تقریباً کل بدن، موجب جلوگیری از سکته قلبی و مغزی و حتی بهبودی کامل بیماری‌هایی مانند واریس، میگرن، جریان خون ضعیف، تصلب شرایین، بهبود مشکلات مربوط به حافظه، توجه و ناهنجاری‌های مغزی، افزایش رشد عضله‌ها و ماهیچه‌ها، کم خونی، چربی سوزی و خستگی و کسالت ناشی از ناهنجاری‌های سیستمیک می‌شود. از هر ۱۰ نفر به‌طور متوسط ۷/۸ نفر از افراد به خوبی به پرانول پاسخ داده و تحملش می‌کنند. پرانول داروی بسیار کم عارضه ای است. و بیشتر عوارض نادر آن نیز بعد از حدود یک هفته ناپدید می‌شوند. پرانول ملین است اما این مشکل جزو همان عوارض محسوب می‌شود. پروپرانولول در شماری از اختلالات جسمی مانند لرزش اساسی و نیز روانی مانند فوبیای اجتماعی، اختلال و استرس منتشر و اختلال هراس و به‌ویژه اختلال استرس پس از سانحه نیز کاربرد دارد که البته هیچ‌یک از آن‌ها مورد قبول اف‌دی‌ای نیستند. پروپرانولول با مسدود کردن گیرنده‌های آدرنالین در اکثر افراد اثرات ضد اضطرابی مناسبی به همراه دارد. پروپرانولول نخستین بتا بلاکری است که در دهه ۱۹۶۰ به وسیلهٔ جیمز دبلیو بلک دانشمند اسکاتلندی کشف شد. او برای ساخت پروپرانولول در سال ۱۹۸۸ جایزه نوبل پزشکی را گرفت.

## ویژگی‌ها
فرمول شیمیایی پروپرانول C۱۶H۲۱NO۲ است. پس از ۱ تا ۳ ساعت به حداکثر غلظت پلاسمایی می‌رسد و نیمه عمر آن ۴ تا ۵ ساعت است. اما زمان اثرگذاری آن طولانی‌تر از نیمه عمرش است و ممکن است تا ۱۲ ساعت طول بکشد. بیش از ۹۹٪ آن، از راه مدفوع از بدن خارج می‌شود. پروپرانولول بلوک‌کننده غیراختصاصی گیرنده‌های بتا یک و بتا دوی سمپاتیک می‌باشد.

## چگونگی مصرف
مقادیر متفاوتی از پروپرانولول برای علل مختلف تجویز می‌شود. شکل طولانی اثر پروپرانولول معمولاً روزی دو بار مصرف می‌شود. مهم است که دارو را هر روز ساعت معینی بخورید. پروپرانولول را می‌توان با یا بدون غذا مصرف کرد و بهتر است پیش از مصرف پروپرانولول، نبض را شمارش نمود و فشارخون را اندازه گرفت. در موارد نبض کمتر از ۶۰ در دقیقه یا فشار سیستولی (عدد بالایی) کمتر از ۸۰میلی‌متر جیوه، پیش از مصرف دارو، باید با پزشک مشورت نمود. هیچگاه بیشتر از مقدار تجویز شده مصرف نکنید. اگر یک نوبت را فراموش کردید، به مجردی که به یاد آوردید مصرفش کنید. البته اگر کمتر از ۸ ساعت تا نوبت بعدی مصرف دارو رسیده است، نوبت فراموش شده را رها کرده، به برنامه منظم دارویی‌تان بازگردید. اگر بیش از یک نوبت در روز پروپرانولول مصرف می‌کنید، اگر تقریباً موقع نوبت بعدی مصرف دارو رسیده است، نوبت فراموش شده را مصرف نکنید.

## هشدارها
در صورت بروز هر یک از علایم زیر، مصرف پروپرانولول قطع شده و با پزشک مشورت می‌شود: اشکال در تنفس تنگی نفس، یا خس‌خس سینه، سرد شدن کف دست و پا، ضربان قلب زیر۶۰ در دقیقه، سرگیجه یا سیاهی رفتن چشم در هنگام بلند شدن از حالت خوابیده با نشسته با تورم دست‌ها و پاها یا افزایش وزن ناگهانی (۱/۵ کیلو در ۴۸–۲۸ ساعت)، افسردگی، گیجی، یا توهم (شنیدن، دیدن، یا احساس چیزهایی که وجود ندارند)، درد قفسه سینه، مفاصل یا کمر، تب، گلودرد، بثورات، یا هرگونه کبودی یا خون‌ریزی غیرعادی.

### متوقف کردن درمان
مصرف این دارو را بدون صحبت با پزشک خود متوقف نکنید. متوقف کردن ناگهانی مصرف پروپرانولول می‌تواند باعث مشکلات زیر شود:
- تغییرات در ریتم قلب
- فشار خون
- درد قفسه سینه
- حمله قلبی[۹]

### هشدار خواب آلودگی
این دارو می‌تواند باعث خواب آلودگی شود. تا زمانی که مطمئن نشده‌اید این دارو چه تأثیری روی شما دارد رانندگی نکنید، از ماشین آلات استفاده نکنید یا فعالیت‌هایی را که به هوشیاری نیاز دارند انجام ندهید.

### هشدار دیابت
پروپرانولول می‌تواند باعث کاهش قند خون (هیپوگلیسمی) شود. همچنین ممکن است باعث ایجاد علائم قند خون پایین مانند افزایش ضربان قلب، تعریق و لرز شود. اگر مبتلا به دیابت هستید، به ویژه اگر انسولین یا سایر داروهای دیابت را مصرف می‌کنید که می‌توانند باعث کاهش سطح قند خون شوند، باید این دارو را با احتیاط استفاده کنید. این دارو ممکن است قند خون در نوزادان، کودکان و بزرگسالانی که دیابت ندارند را نیز پایین آورد. این امر به احتمال زیاد بعد از تمرین طولانی یا اگر مشکلات کلیوی داشته باشید، ایجاد می‌شود.

## آسم
در صورت داشتن آسم یا مشکلات تنفسی مشابه، پروپرانولول را مصرف نکنید. این دارو می‌تواند آسم شما را بدتر کند.

### آلرژی
پروپرانولول می‌تواند یک واکنش آلرژیک شدید ایجاد کند. علائم آن ممکن است شامل موارد زیر باشد:
- بثورات پوستی
- کهیر
- خستگی
- اشکال در تنفس
- تورم دهان، صورت، لب‌ها، زبان یا گلو

اگر این علائم را تجربه کردید سریعاً به اورژانس مراجعه کنید.

### الکل
الکل می‌تواند سطح پروپرانولول را در بدن شما افزایش دهد. این امر می‌تواند عوارض جانبی بیشتری را ایجاد کند. در هنگام مصرف این دارو نباید الکل مصرف کنید.

### عوارض دوز بالای مصرف پروپرانولول
پروپرانولول دارویی است که عملاً اکسیژن خون را کم می‌کند تا فشار خون را درمان نماید. اگر تعداد مصرفی دارو به‌طور یکجا زیاد شود، فرد دچار تشنج می‌گردد. در ادامه ممکن است آسیب‌های مغزی ناگواری برای فرد داشته باشد و دیگر هیچ زمان برطرف نگردد.

## عوارض جانبی
نشانه‌های زیر تا هنگام عادت کردن بدنتان با دارو ممکن است مشاهده شوند: تاری دید، خواب آلودگی، خستگی، سرگیجه، مشکل در خوابیدن، اضطراب، ریزش مو، یبوست یا اسهال، کابوس، یا کاهش توانایی جنسی، درد عضلانی، درد مفاصل اگر این علایم ادامه یافتند یا مشکل ساز شدند، وضعیت را با پزشکتان در میان بگذارید.
برخی عوارض جانبی رایج:
- کاهش ضربان قلب
- اسهال
- چشم‌های خشک
- ریزش مو
- حالت تهوع
- ضعف یا خستگی[۹]

برخی عوارض جانبی جدی:
- واکنش‌های آلرژیک، که علائم آن عبارت‌اند از: بثورات پوستی، خارش، کهیر، تورم صورت، لب‌ها و زبان.[۹]
- مشکلات تنفسی
- تغییر در سطح قند خون
- دست‌ها یا پاهای سرد
- کابوس یا اشکال در خواب
- پوست خشک و لایه‌لایه
- هذیان
- گرفتگی یا ضعف عضلات
- ضربان قلب پایین
- تورم پاها یا مچ پاها
- افزایش وزن ناگهانی
- استفراغ

## موارد احتیاط
در صورت وجود هریک از موارد زیر پیش از مصرف پروپرانولول، پزشکتان را مطلع سازید:
- حساسیت به آتنولول یا دیگر داروهای مسدودکننده بتا
- بارداری یا شیردهی
- مصرف داروهای دیگر، به ویژه تزریقات حساسیت‌زدایی، کافئین، داروهای آسم (آمینوفیلین، دیفیلین، اکستریفیلین، تئوفیلین)، داروهای دیابت (انسولین، داروهای خوراکی پایین‌آورنده قند)، دیگر داروهای کاهنده فشار خون (مسدودکننده‌های کانال‌های کلسیمی، کلونیدین، گوانابنز)، کوکائین، یا مهارکننده‌های مونوآمین‌اکسیداز (فورازولیدون، ایزوکاربوکسازید، فنلزین، سلژیلین، ترانیل سیپرومین، پروکاربازین).
- سابقه یا ابتلا به حساسیت، آسم، یا آمفی‌زم، مشکلات احتقانی قلب، بیماری قند، پرکاری تیرویید، افسردگی، یا بیماری‌های کلیوی یا کبدی. اگر بیماری قند دارید، پروپرانولول ممکن است قند خون شما را افزایش دهد و نیز ممکن است علایم افت قند خون را مخفی کند. اگر دچار حساسیت باشید با مصرف پروپرانولول واکنش‌های حساسیتی‌تان ممکن است تشدید شود.
- در طول دورهٔ درمان در صورتی که از داروها ی گروه بنزو مانند(آلپرازولام - دیازپام - اگزازپام - تریازولام - کلرودیازپوکساید) استفاده می‌کنید پزشک خود را مطلع سازید.

## داروی خوراکی موجود در ایران
پروپرانولول خوراکی موجود در بازار ایران در دوزهای ۱۰، ۲۰، ۴۰، ۶۰ و ۸۰ میلی‌گرم موجود است.